# Велючёнис
Велючёнис (лит. Vėliučionys) — деревня на территории самоуправления Вильнюсского района, в 10 км на восток от Вильнюса, при автостраде Вильнюс — Шумскас.

## Инфраструктура

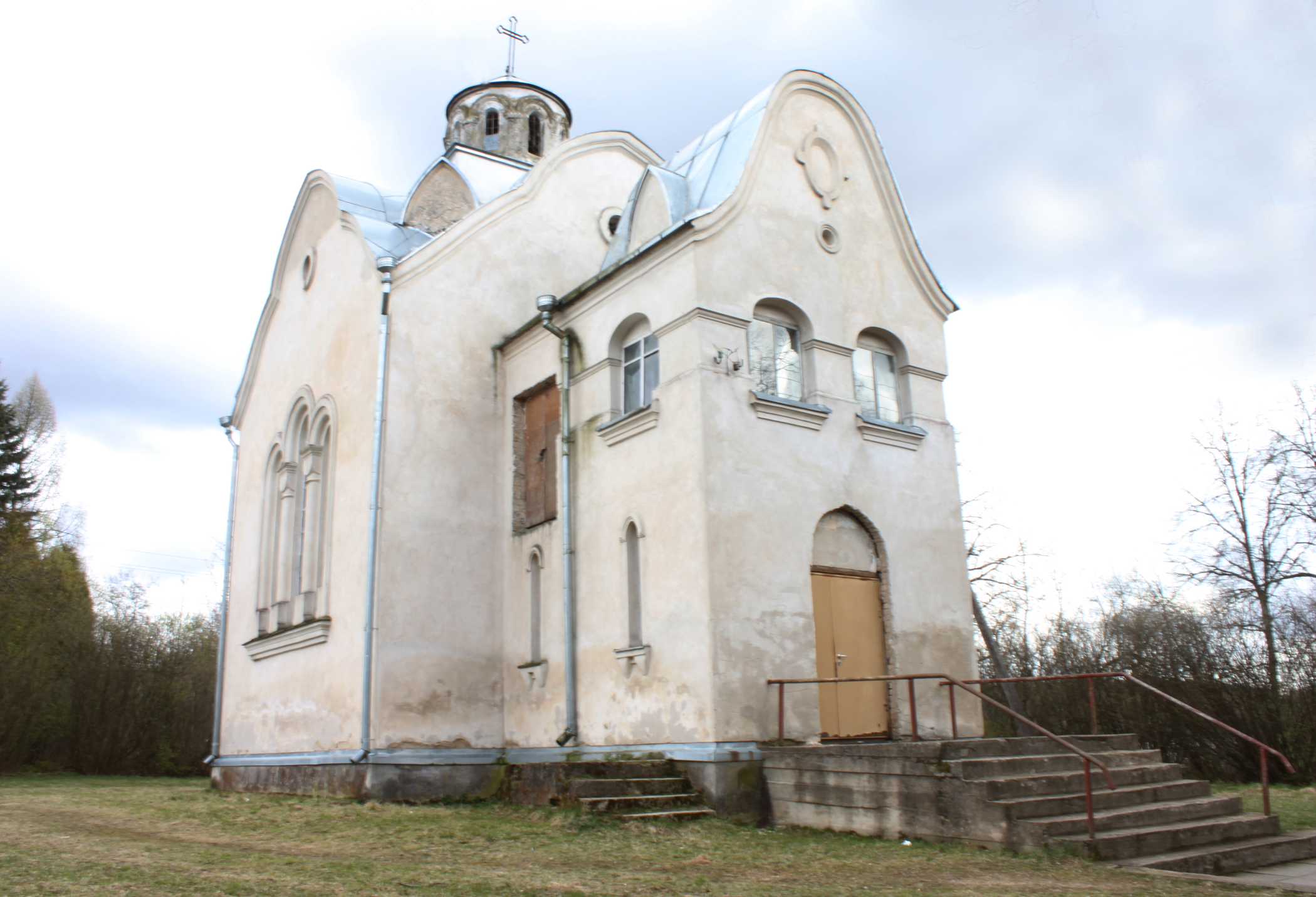
Часовня Господа Нашего Иисуса Христа, Доброго Пастыря

Имеются почтовое отделение, детский сад, основная школа (с 1949 года), католическая часовня Господа Нашего Иисуса Христа, Доброго Пастыря, центр социализации детей.

## История

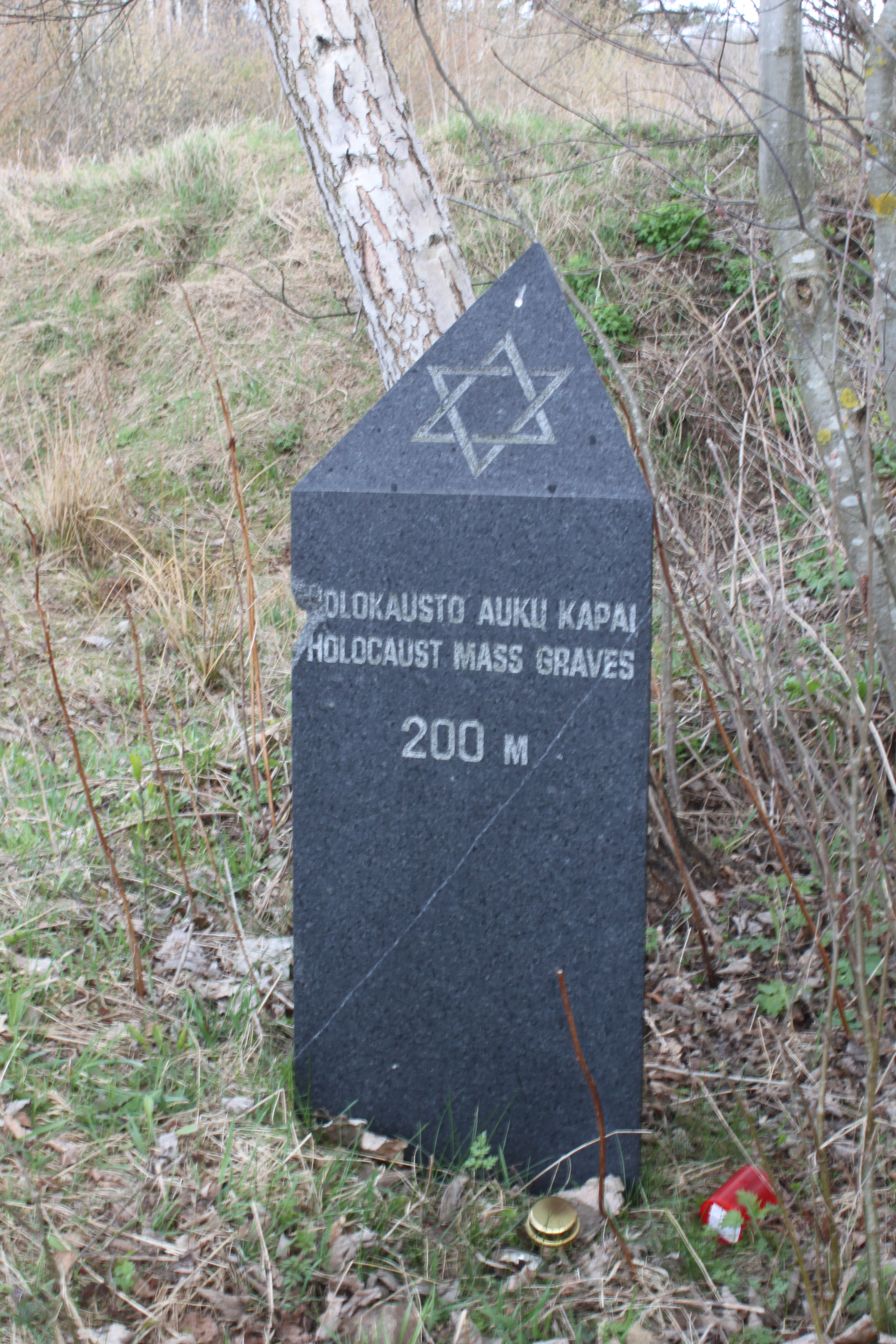
Могилы жертв Холокоста

Упоминается с XVI века. Во время Второй мировой войны 22 сентября 1941 года рядом с Велючёнисом было убито и захоронено 1159 евреев из Новой Вильни и местечка Тургяляй. Место массового убийства включено в Реестр культурных ценностей Литовской Республики как исторический и мемориальный объект национального значения, код 11358.

## Население

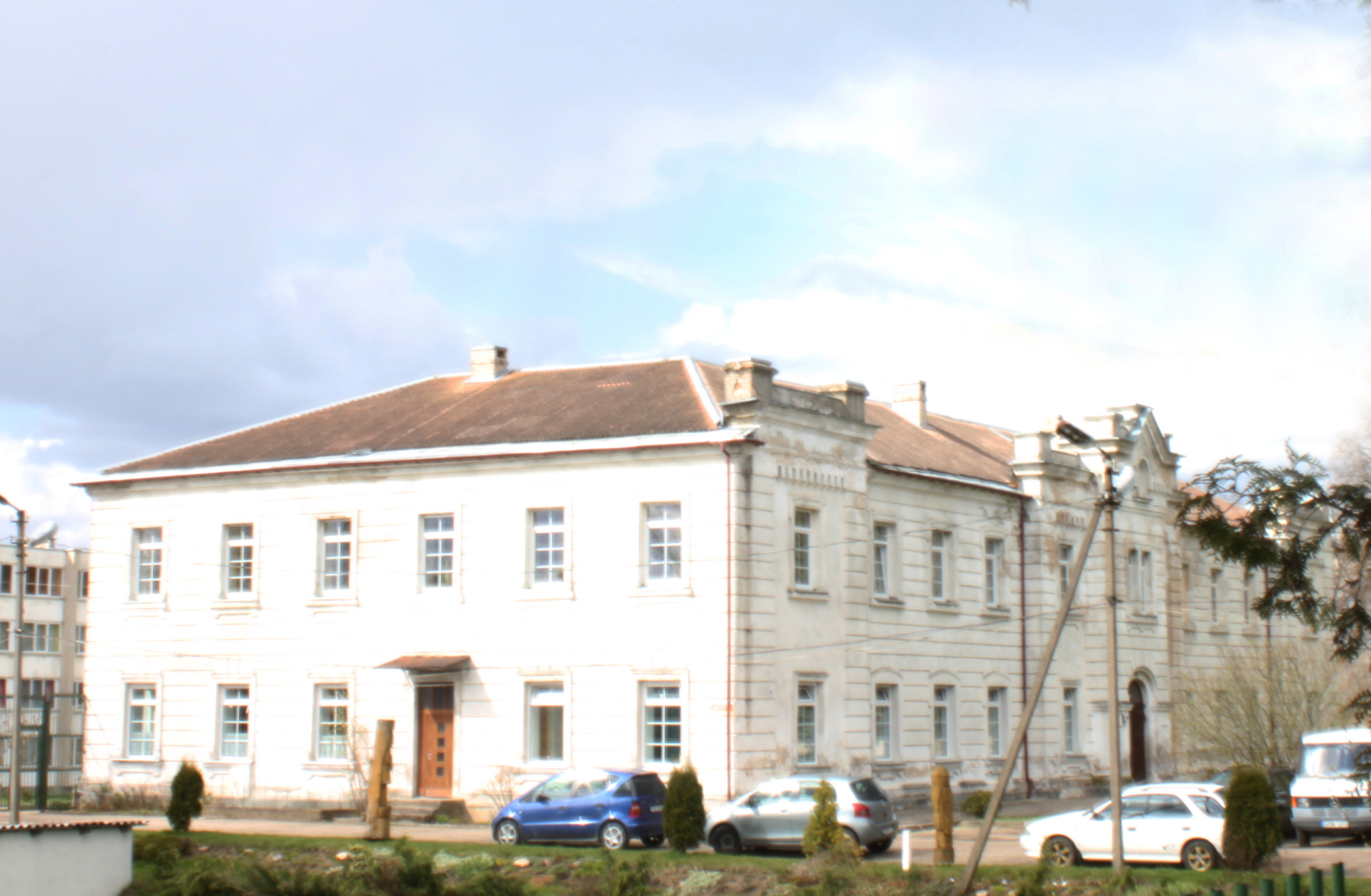
Центр социализации детей

В 1798 году было 73 жителя, в 1959 — 477, по переписи населения 1970 года в деревне числилось 421 житель, в 1979 — 586, в 1987 году — 591 человек, в 1989 году — 638. В настоящее время насчитывается 581 житель (2001) (516 в 2013 году)